# The Gypsy Moths
The Gypsy Moths (bra: Os Paraquedistas Estão Chegando) é um filme estadunidense de 1969, dos gêneros drama, ação e romance, dirigido por John Frankenheimer, com roteiro de William Hanley baseado no livro homônimo de James Drought. 
Esta produção reúne uma vez mais Burt Lancaster e Deborah Kerr, que apareceram juntos em From Here to Eternity (1953) e Separate Tables (1958). Foi a única vez no cinema que Kerr aparece em cenas de nudez. Elmer Bernstein compôs a trilha sonora.

## Elenco
- Burt Lancaster...Mike Rettig
- Deborah Kerr...Elizabeth Brandon
- Gene Hackman...Joe Browdy
- Scott Wilson...Malcolm Webson
- William Windom...John Brandon
- Bonnie Bedelia...Annie Burke
- Sheree North...garçonete
- Carl Reindel...piloto
- Ford Rainey...proprietário da feira
- John Napier...Dick Donford

## Sinopse
Uma equipe de paraquedistas itinerantes chamada de "The Gypsy Moths" (algo como "Traças Ciganas") chega a uma pequena cidade do Kansas para uma apresentação durante o feriado de 4 de julho. Os componentes são o líder Mike Rettig, que preocupa os companheiros por arriscar em seus saltos; Joe Browdy, sócio temeroso de Retting, ansioso para deixar o negócio; e o jovem Malcolm Webson, tenso por retornar à cidade natal. Eles vão até a casa dos tios de Malcom, Elizabeth e John Brandon, para passarem a noite. Os tios não quiseram adotar Malcom quando ele ficara órfão, encaminhando-o a um orfanato. Elizabeth acaba se envolvendo romanticamente com Mike, que decide que na apresentação fará a acrobacia mais perigosa, o "salto com capa".

## Produção
As memoráveis cenas aéreas foram realizadas em 12 locações na região de Benton (Kansas), nas quais foi utilizado um avião Howard DGA-15, pilotado por David Llorente..
À época, o esporte do paraquedismo estava iniciando, ainda que fosse incluída uma variação radical, o salto com asas sintéticas de morcego, precursora dos modernos wingsuits. Todd Higley, atualmente um proeminente paraquedista da área de Seattle, foi o consultor técnico e dublê de Lancaster, e é bem conhecido nacionalmente por ter inventado o wingsuit BASE. Carl Boenish foi responsável pela fotografia aérea, inclusive as de salto com o uso de uma câmera de 35 mm presa no capacete, pulando junto com os dublês - uma equipe de doze entusiastas do esporte .
John Phillip Law estava no elenco mas machucou o punho e precisou ser substituído por Scott Wilson.

## Recepção
The Gypsy Moths teve um lançamento limitado nos Estados Unidos, exibido em poucos cinemas em sua versão estendida. Frankenheimer estava deprimido e sentiu que uma mudança de regime na MGM resultou que o filme fosse parcialmente reeditado (tradução livre, como as demais) "para que pudesse estrear no amigável e familiar Radio City Music Hall, onde foi prontamente criticado. Apenas em Hollywood negociar com executivos de estúdio sem noção seria mais assustador do que pular em queda livre de um avião".
Em sua resenha para o The New York Times, Vincent Canby notou que The Gypsy Moths tinha a aparência de um "filme de ação" mas "se isso fosse realmente um filme de ação, eu teria que fazer pouco mais do que olhar para o céu e ficar vesgo. Infelizmente, não há muito no paraquedismo".
Após as primeiras exibições, o filme foi alongado para 110 minutos e classificado para "R" . Mas logo desapareceu, não tendo audiência e voltando a ser exibido apenas na televisão, anos depois. O diretor Frankenheimer declarou que o filme não recebeu atenção suficiente como seus suspenses anteriores Seconds (1966) ou The Manchurian Candidate (1962). Apesar disso, ele disse que The Gypsy Moths era seu filme favorito .
The Gypsy Moths foi bastante visto na Austrália, com uma fraternidade local de paraquedistas exibindo cópias de 16 mm em muitas ocasiões, para promover o esporte.